# Alfaroa hondurensis
Alfaroa hondurensis är en valnötsväxtart som beskrevs av Louis Otho Otto Williams. Alfaroa hondurensis ingår i släktet Alfaroa och familjen valnötsväxter. Inga underarter finns listade i Catalogue of Life.
Arten förekommer endemisk i Honduras. Den är utformad som ett träd och hittas i blandskogar i bergstrakter.
I regionen sker skogsröjningar. IUCN listar arten som sårbar (VU).